# 丹巴绕旦
丹巴绕旦（1941年7月—2022年8月29日），西藏曲松人，唐卡画师，第一批国家级非物质文化遗产项目藏族唐卡（勉唐画派）代表性传承人，原西藏大学艺术系教授、藏族传统美术专业硕士研究生导师、四川大学特聘教授，曾任西藏美术家协会理事、西藏民间美术家协会会长，亦是西藏大学首位教授与硕士研究生导师、丹巴绕旦唐卡艺术学校创始人，著有《西藏绘画》。

## 生平
丹巴绕旦出生于一个名为“卡朵罗哇”的唐卡绘画世家，其祖父才让加吾是十三世达赖喇嘛的随从画师，曾承畫布達拉宮多處壁畫與罗布林卡的全部壁畫；其父格桑诺布有藏地艺术家中的“冲堆”职称，曾为噶厦设计羅布林卡新宮金質寶座與面值為一百和二十五的藏紙幣，亦亲手设计了十三世达赖喇嘛的灵塔。6岁时丹巴绕旦进入“嘉康”私塾，开始学习藏文，11岁时进入拉萨“甲巴康萨”私塾学习，同时随父亲学习藏族传统绘画，掌握了绘画技法和配色技术；15岁进入色拉寺吉僧院师从强巴阿旺，系统学习了因明学、佛学理论及绘画理论；三年后，十八岁的丹巴饶旦还俗参加工作，成为一名工人，参与了那曲地区硼砂矿的开发，后来还担任过广播员与西藏军区山南农场小学教师；1980年，他回归唐卡绘画，在自家创办丹巴绕旦唐卡艺术学校，面向社会免费招收学徒，招收农牧区学生与外国学生，这所学校打破家族界限，真正开创了西藏唐卡从家庭走向社会传承的模式，20世纪80年代起，丹巴绕旦的画室成为勉唐派最重要的传承中心；同年他被调入西藏师范学院格萨尔研究室工作，绘制了大量具有浓郁藏画特色的《格萨尔王传》彩色插图；1985年西藏大学成立，两年后文体系（今西藏大学美术学院）设立了唐卡专业，丹巴绕旦正式开始了唐卡绘画的高等院校教育生涯；1996年，丹巴绕旦基于学习唐卡时积累的技法理论编成《西藏绘画》一书；1999年，出访非洲四国，其作品《布袋和尚》被大埃及博物馆收藏；2005年，应佛教大学邀请前往日本讲学；2010年11月，受邀参与北京民族文化宫“西藏唐卡艺术珍品展——当代唐卡画师群展”；2013年，其创办的唐卡学校被正式命名为西藏丹巴绕旦唐卡艺术学校；2015年，丹巴绕旦从西藏大学退休后专职在该校从事唐卡教学工作。2022年8月29日晚22时50分，丹巴绕旦在家中逝世，享年82岁，生前与安多强巴互为挚友，与阿旺晋美合著有《西藏美术略史》《藏汉美术对照词典》等教学参考书，独著《藏汉美术词典》《汉藏藏汉美术词典》等书籍。丹巴绕旦辞世后，第十七世噶玛巴·伍金赤列多吉致函悼念。
丹巴绕旦之子亦为美术教师，任教于拉萨师范高等专科学校。

## 艺术特点
丹巴绕旦在继承新勉唐画派传统的基础上又有所创新。主要表现在画面构图、颜色和造型三方面。他在作品中吸收了中国画的散点式构图，丰富了新勉唐画派的构图形式； 在颜色上打破以火爆红色为主的程式，吸收年画色彩，突出石青石绿；人物造型更注重细节的处理，重视人体解剖的研究。

## 获奖
- 《格萨尔》抢救工作先进个人（1985年）[6]
- 吴作人国际美术教育奖（1990年）
- 西藏自治区优秀专家（1991年）
- 中国第二届民族文化博览会佳作奖（1992年，获奖作品为《吉祥天母》）
- 珠穆朗玛文学艺术奖（1995年）
- 曾宪梓全国优秀教师二等奖（1997年）
- 全国先进工作者（2000年）[15]